# Strabomantidae
Strabomantidae is een familie van kikkers. Het is de grootste familie binnen de superfamilie Brachycephaloidea en taxonomie van de kikkers telt ongeveer 770 verschillende soorten. De wetenschappelijke naam werd voor het eerst gepubliceerd door Hedges, Duellman & Heinecke in 2008. De familie wordt onderverdeeld in 4 onderfamilies en 17 geslachten, waarvan Bahius bilineatus monotypisch is.

## Taxonomie
Familie Strabomantidae
- Onderfamilie Holoadeninae Hedges, Duellman & Heinicke, 2008
- Onderfamilie Hypodactylinae Heinicke, Lemmon, Lemmon, McGrath & Hedges, 2017 "2018"
- Onderfamilie Pristimantinae Pyron and Wiens, 2011
- Onderfamilie Strabomantinae Hedges, Duellman, and Heinicke, 2008

Allophrynidae · 
Alsodidae · 
Alytidae · 
Aromobatidae · 
Arthroleptidae · 
Myobatrachidae · 
Batrachylidae · 
Blaasoppies · 
Bombinatoridae · 
Boomkikkers · 
Brachycephalidae · 
Calyptocephalellidae · 
Ceratobatrachidae · 
Ceratophryidae · 
Conrauidae · 
Craugastoridae · 
Cycloramphidae · 
Dicroglossidae · 
Echte kikkers · 
Eleutherodactylidae · 
Fluitkikkers · 
Glaskikkers · 
Gouden kikkers · 
Graafkikkers · 
Hemiphractidae · 
Hylodidae · 
Knoflookpadden · 
Limnodynastidae · 
Megophryidae · 
Mexicaanse gravende padden · 
Micrixalidae · 
Microhylidae · 
Nasikabatrachidae · 
Nieuw-Zeelandse oerkikkers · 
Nyctibatrachidae · 
Odontobatrachidae · 
Odontophrynidae · 
Padden · 
Pelodytidae · 
Petropedetidae · 
Phrynobatrachidae · 
Pijlgifkikkers · 
Ptychadenidae · 
Pyxicephalidae · 
Ranixalidae · 
Rhinodermatidae · 
Rietkikkers · 
Scaphiopodidae · 
Schuimnestboomkikkers · 
Seychellenkikkers · 
Spookkikkers · 
Staartkikkers · 
Telmatobiidae · 
Tongloze kikkers